# Lew Michailowitsch Chintschuk

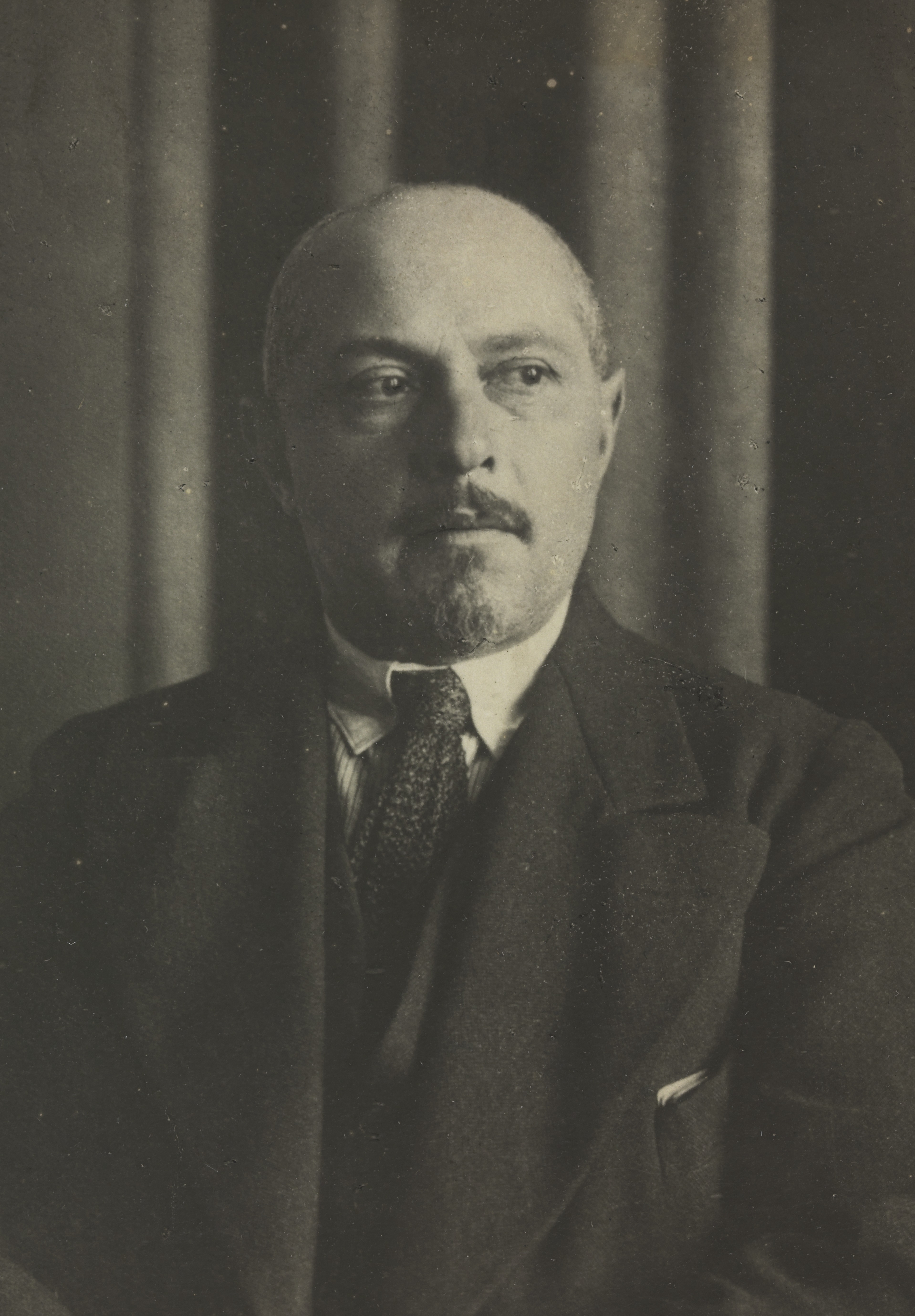
Lew Chintschuk, vor 1922

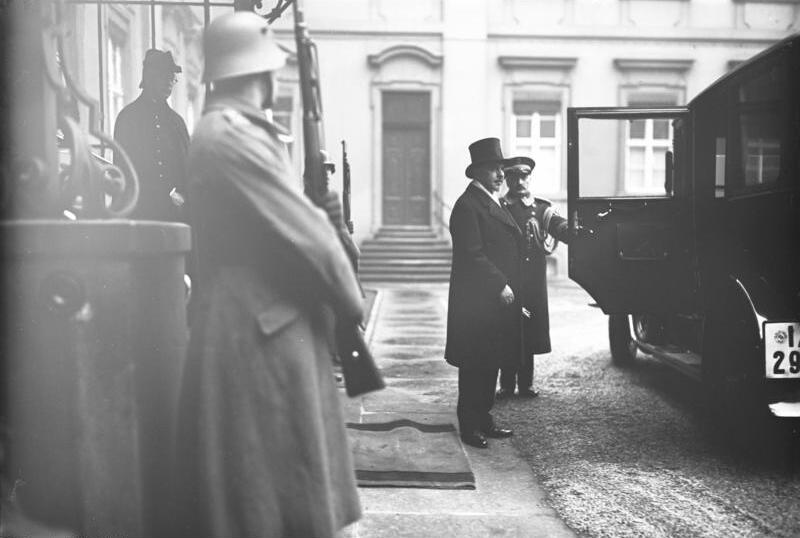
Leo Chintschuk beim Verlassen des Reichspräsidentenpalais nach der Übergabe seines Beglaubigungsschreibens (Dezember 1930)

Lew Michailowitsch Chintschuk (russisch Лев Михайлович Хинчук; * 16. Novemberjul. / 28. November 1868greg. in Poltawa; † 14. März 1944) war ein sowjetischer Diplomat.

## Leben
Chintschuk war ab 1903 Menschewik und hatte den Aufstand von 1917 abgelehnt. Er war von 1917 bis 1918 Mitglied des konterrevolutionären „Komitees für die Rettung des Vaterlands und der Revolution“ und trat 1920 der bolschewistischen Partei bei. Chintschuk unterstützte Stalin im Fraktionskampf und war von 1930 bis 1934 Botschafter in Deutschland. Ab 1934 war er Volkskommissar für Binnenhandel der RSFSR. Er wurde 1937 in der Sowjetunion verhaftet und starb nach offiziellen Angaben 1944 im Gefangenenlager. Anderen Quellen zufolge wurde er am 7. März 1939 in Moskau zum Tode verurteilt und erschossen.
1956 wurde Chintschuk rehabilitiert.